# Orašnica
Orašnica este o arie protejată (sit de importanță comunitară — SCI) din Croația întinsă pe o suprafață de 1,25 ha, integral pe uscat.

## Localizare
Centrul sitului Orašnica este situat la coordonatele 44°03′22″N 16°13′19″E / 44.056°N 16.222°E.

## Înființare
Situl Orašnica a fost declarat sit de importanță comunitară în iulie 2013 pentru a proteja 1 specie de animale.

## Biodiversitate
Situată în ecoregiunea mediteraneană, aria protejată nu include niciun habitat protejat.
La baza desemnării sitului se află o specie protejată de  nevertebrate: Austropotamobius torrentium.